# Pierra Menta
Die Pierra Menta bei Arêches-Beaufort in der Region Beaufortain (Savoyen) ist ein jährlich seit 1985 ausgetragener französischer Rennwettbewerb im Skibergsteigen und gehört neben der Patrouille des Glaciers und der Trofeo Mezzalama zu den drei größten und bekanntesten Skitourenrennen in den Alpen (les grandes trois de ski de montagne).
In vier Tagen überwinden die Athleten bei der Pierra Menta insgesamt 10.000 Höhenmeter im Aufstieg und in der Abfahrt, wobei die Streckenführung jährlich variiert. Gelaufen wird in Zweier-Teams. Für den Nachwuchs wird eine kurze Strecke mit zwei Tagesetappen angeboten.